# The Rounders
The Rounders (Charlot y Fatty en el café) es un cortometraje estadounidense con dirección y actuación de Charles Chaplin. Fue estrenado el 7 de septiembre de 1914.

## Reparto
- Charles Chaplin - Juerguista
- Roscoe "Fatty" Arbuckle - Vecino de Charlot
- Phyllis Allen (1861 - 1938) - Esposa de Charlot
- Minta Durfee (1889 - 1975) - Esposa de Fatty
- Al St. John - Camarero
- Jess Dandy[1] - Comensal
- Wallace MacDonald - Comensal
- Charley Chase  - Comensal

### Actores sin acreditar
- Billy Gilbert (1891 - 1961) - Portero
- Cecile Arnold (1891 o 1895 – 1931) - Huésped
- Dixie Chene - Comensal
- Edward F. Cline (1891 - 1961) - Huésped en el vestíbulo
- Ted Edwards - Policía
- William Hauber (1891 - 1929) - Camarero

## Sinopsis

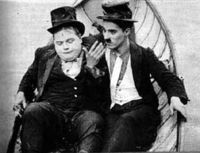
Fotograma de la película.

Dos juerguistas para escapar de los reproches de sus esposas van a un restaurante. Sus cónyuges, sin embargo, concurren al lugar y deben volver a huir. Intentan dormir en una barca, pero ésta hace agua.

## Crítica
El corto trata de la busca de la tranquilidad, siempre perturbada por la intransigencia de las mujeres, la torpeza de los hombres y la malicia de las cosas. La muerte es el último refugio para descansar. 
La línea dramática está trazada a través de episodios burlescos con gags bien logrados.